# Église Foursquare
L'Église Foursquare (anglais : The Foursquare Church) est une association internationale chrétienne évangélique d'églises pentecôtistes. Le siège est à Los Angeles, Californie, États-Unis. Randy Remington occupe le poste de président. 

## Histoire

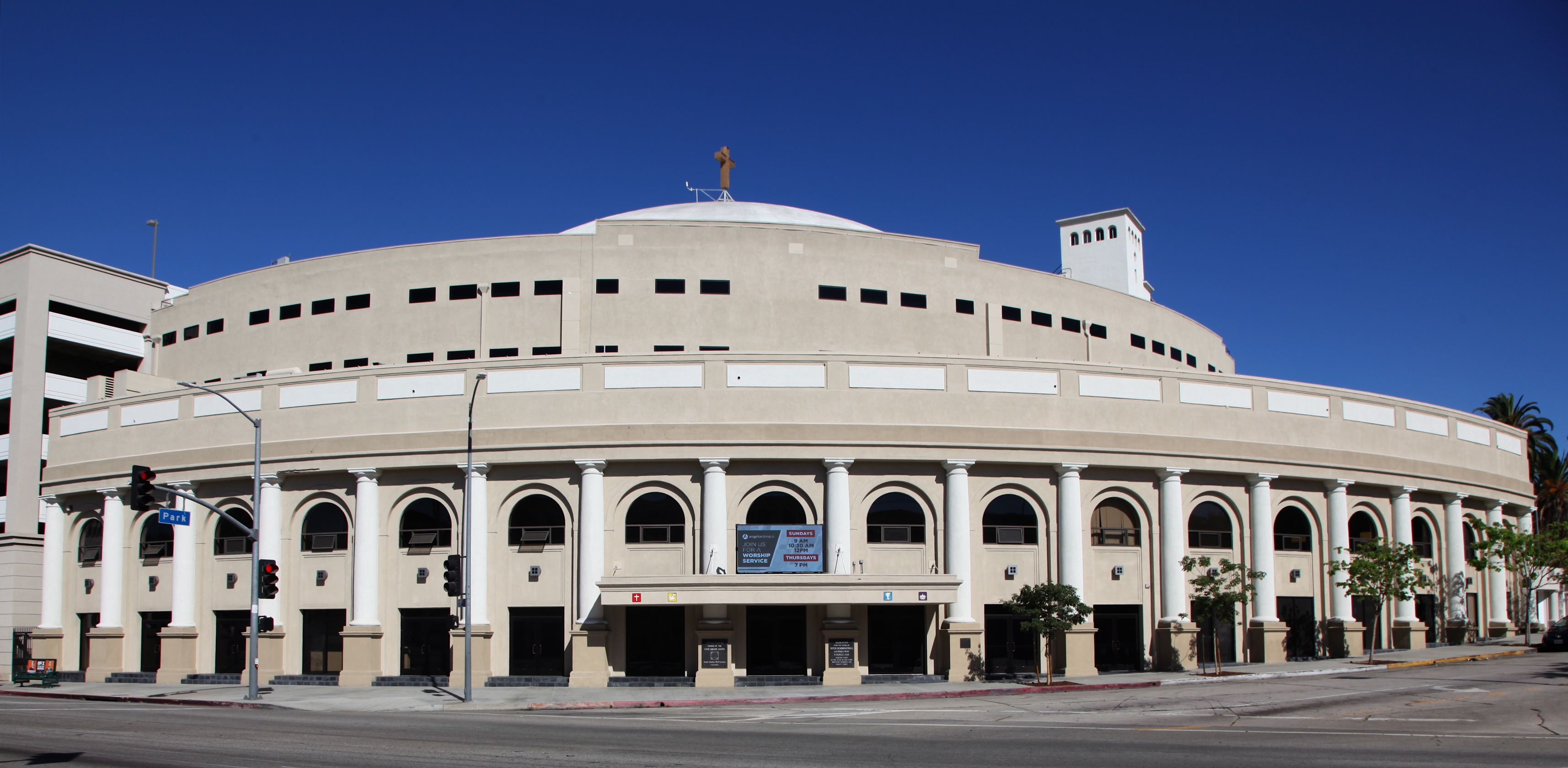
Bâtiment du Temple de l'Angélus inauguré le 1 janvier 1923 à Los Angeles.

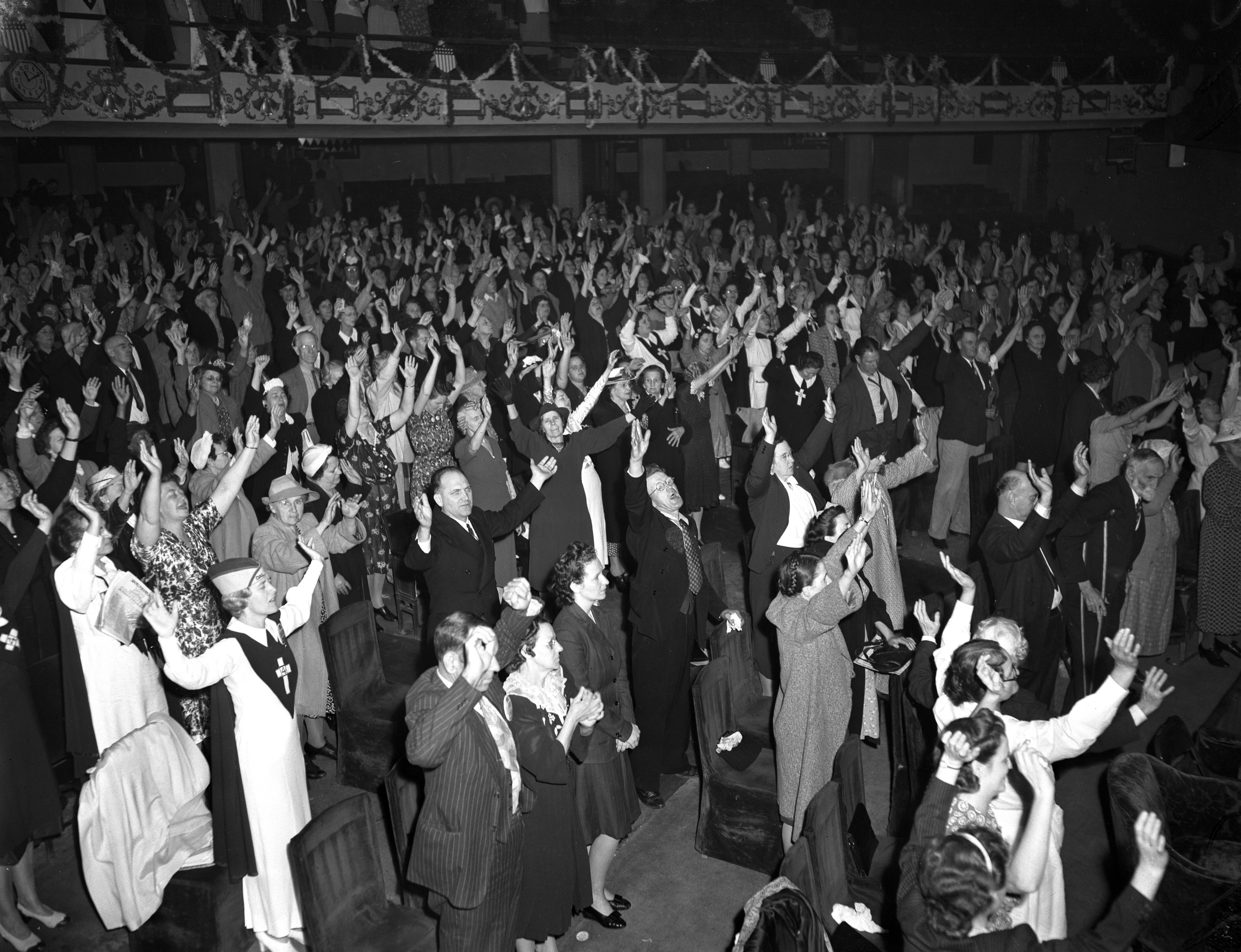
Service à l’Angelus Temple en 1942.

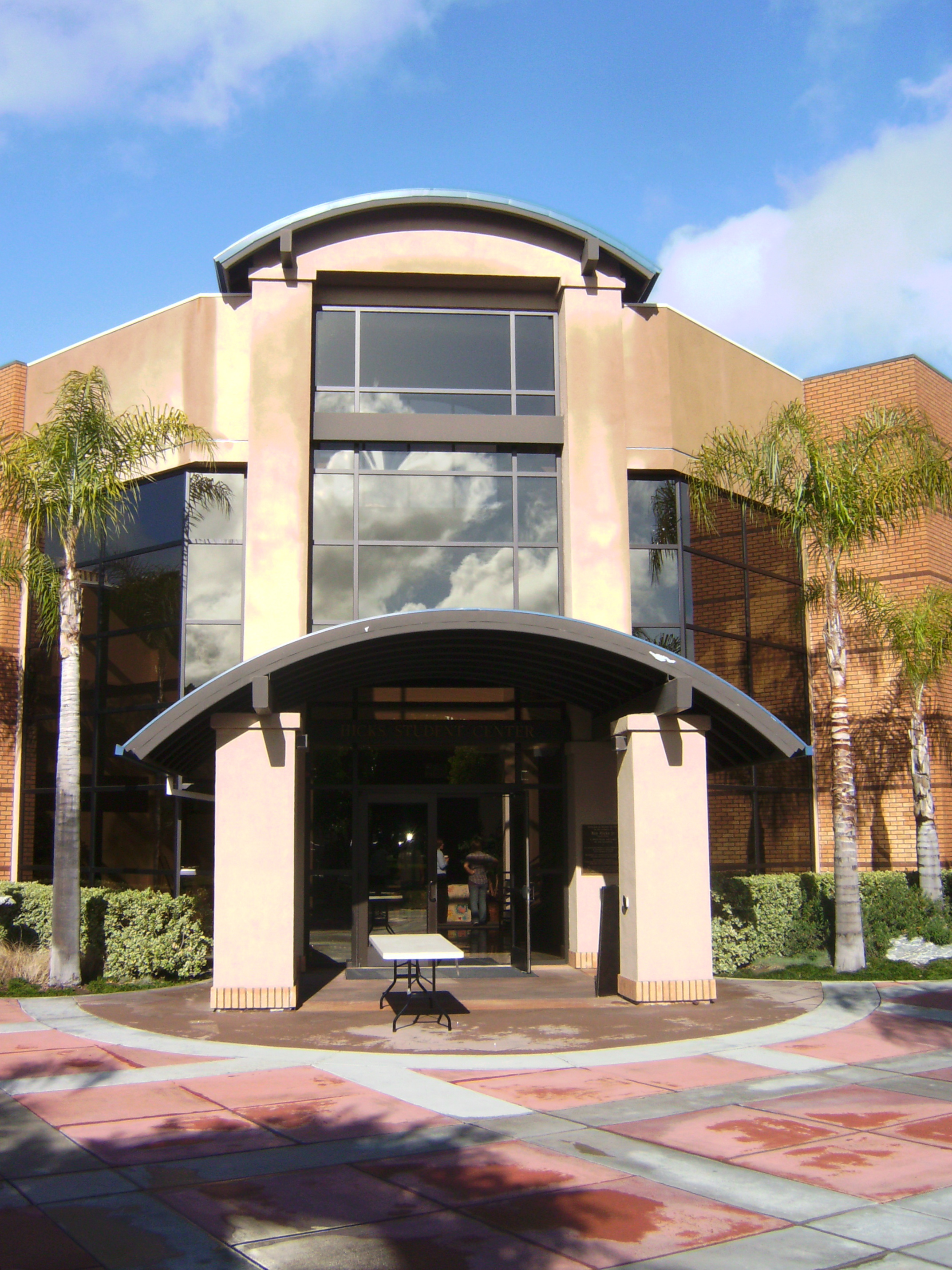
Hicks Center, Life Pacific University à San Dimas, Californie, États-Unis.

L’église a ses origines dans une vision du Foursquare Gospel (« Quadruple Évangile » ou « Plein Évangile ») lors d’un sermon en octobre 1922 à Oakland (Californie) de l'évangéliste Aimee Semple McPherson . Elle se base sur le chapitre 1 du livre d'Ézéchiel où le prophète Ézéchiel a eu une vision de Dieu révélé comme un être à quatre aspects différents : un homme, un lion, un bœuf et un aigle. Cela représente également les quatre aspects du ministère de Jésus-Christ, qui est sauveur, baptiseur avec le Saint-Esprit, guérisseur et le roi qui revient régner. Ce sera le nom qu'elle donnera à l'Église Foursquare qu'elle fonde en janvier 1923, lors de la dédicace du Temple de l'Angélus à Los Angeles, d'une capacité de 5 300 sièges,. Malgré certaines affinités avec les pentecôtistes, ses croyances sont interconfessionnelles. L'assistance est devenue une megachurch avec 10 000 personnes. Le Life Pacific College (devenu Life Pacific University), un institut de théologie évangélique a ouvert ses portes également en 1923, à côté du bâtiment principal.
Après la mort d'Aimee Semple McPherson en 1944, son fils Rolf K. McPherson est devenu dirigeant de l'église, un poste qu'il a occupé pendant 44 ans. En 1948, l'église est devenue un des premiers membres de la Fraternité pentecôtiste d'Amérique du Nord, une alliance avec les Assemblées de Dieu, l'Église de Dieu (Cleveland), les Open Bible Standard Churches, l'International Pentecostal Holiness Church, et d'autres, lors de sa fondation à Des Moines (Iowa). En 1994, 46 ans après la fondation de la Fraternité pentecôtiste, cette dernière a été réorganisée en Églises pentecôtistes/charismatiques d'Amérique du Nord, avec la participation notamment de l'Église de Dieu en Christ.
Le 31 mai 1988, John R. Holland est devenu le troisième président de l'Église, un poste qu'il a occupé jusqu'en juillet 1997. Harold Helms a servi comme président par intérim à partir de juillet 1997 à juillet 1998 ; il a été suivi par Paul C. Risser, qui lui a succédé le 16 avril 1998, au 75e congrès annuel de l'église.

## Statistiques
Selon un recensement de l’association d’églises, elle aurait en 2022 : 67 500 églises, 8,8 millions de membres dans 150 pays.

## Croyances
L’association d’églises a une confession de foi pentecôtiste .

## Controverses
En 2004, le président et le trésorier de l'association ont démissionné après avoir fait perdre par erreur 14 millions de dollars américains à la confession, pour avoir approuvé deux projets d'investissement dans des placements financiers qui étaient en réalité une arnaque.